# Gnophos benepunctaria
Gnophos benepunctaria är en fjärilsart som beskrevs av Eugen Wehrli 1922. Gnophos benepunctaria ingår i släktet Gnophos och familjen mätare. Inga underarter finns listade i Catalogue of Life.